# José María Buljubasich
José María Buljubasich (Firmat, Santa Fe, Argentina, 12 de mayo de 1971) es un exfutbolista argentino que jugaba como arquero. Actualmente es el Gerente Deportivo de Cruzados, entidad que administra la Rama de Fútbol del Universidad Católica.

## Trayectoria
El Tati José María Buljubasich salió de las inferiores del Firmat Football Club y debutó con Rosario Central en la primera división argentina en el año 1991, en donde comenzó su dilatada trayectoria. Pasando por el C.D. Tenerife de España y por el Morelia de México, con intervalos de vuelta en Argentina, Buljubasich se consagra campeón del clausura 2003 como arquero titular de River, equipo comandado por el chileno Manuel Pellegrini.
Luego de esto, y por motivos personales, decide abandonar el fútbol, para dedicarse a la representación de jugadores, hasta que recibe el llamado de dirigentes del club chileno Unión Española. Acepta el desafío y hace las maletas para radicarse en Chile.
Con espectaculares actuaciones en el club hispano, en especial en la definición por penales en la semifinal del Torneo Clausura 2004 (Chile), donde atajó tres penales a la UC, el Tati es contratado por otro club de Chile, Universidad Católica a partir del 2005, en donde se consagrará como un ídolo.
En 2005, jugando el Torneo Clausura, Buljubasich pasó más de 1.352 minutos sin recibir un gol en su valla, récord que lo puso en el quinto lugar a nivel mundial, coronándose campeón del mismo torneo, como portero de la Universidad Católica, destacándose además su participación en la Copa Sudamericana 2005, llegando a la semifinal.
En septiembre de 2006 se le diagnosticó un Tumor cerebral benigno, del cual debió ser operado. A pesar de no haber podido terminar jugando el año 2006, fue elegido el 18° Mejor Portero del Mundo 2006 por la IFFHS. Alrededor de 3 meses duró la puesta a punto de Buljubasich, volviendo al fútbol como titular y capitán del elenco cruzado en el Torneo de Apertura 2007, transformándose en una de las mejores figuras de su equipo.
El Tati manifestó en varias ocasiones sus deseos de seguir ligado a Universidad Católica y en un futuro retirarse en la institución de la cual fue ídolo. Sin embargo, el meta decidió no seguir en la entidad, luego de no haber podido llegar a acuerdo para renovar su contrato. Así lo confirmó el propio jugador el 30 de diciembre de 2008 en San Carlos de Apoquindo, tras la intensa reunión que tuvo con el presidente de la rama de fútbol del conjunto estudiantil, Felipe Achondo.
Inmediatamente, tras hacerse efectiva su desvinculación con el conjunto chileno, fue transferido al club Olimpia de Paraguay. En éste, pese a realizar buenas actuaciones en varios partidos, no logró el éxito esperado al no ganar un título que no conseguía la entidad franjeada desde el año 2000 a nivel local y desde 2003 en el internacional.
El 2 de diciembre de 2009, el arquero argentino anunció el fin de su relación contractual con la institución y, al mismo tiempo, su retiro de la práctica activa del fútbol profesional.
El 7 de julio de 2010, Universidad Católica anuncia la llegada de Buljubasich como nuevo gerente técnico de la institución donde ha logrado seis campeonatos nacionales en once años (cuatro de ellos fueron campeonatos anuales).

## Clubes
| Club                 | País      | Año       |
| -------------------- | --------- | --------- |
| Rosario Central      | Argentina | 1991-1994 |
| Tenerife             | España    | 1994-1996 |
| Lleida               | España    | 1996      |
| Rosario Central      | Argentina | 1997      |
| Real Oviedo          | España    | 1997-1998 |
| Rosario Central      | Argentina | 1998-2000 |
| Los Andes            | Argentina | 2001      |
| Morelia              | México    | 2001-2002 |
| River Plate          | Argentina | 2002-2003 |
| Unión Española       | Chile     | 2004      |
| Universidad Católica | Chile     | 2005-2008 |
| Olimpia              | Paraguay  | 2009      |

## Estadísticas
| Equipo                       | Temporada | Liga local | Liga local | Copa Libertadores | Copa Libertadores | Copa Sudamericana | Copa Sudamericana | Total | Total |
| Equipo                       | Temporada | PJ         | Goles      | PJ                | Goles             | PJ                | Goles             | PJ    | Goles |
| ---------------------------- | --------- | ---------- | ---------- | ----------------- | ----------------- | ----------------- | ----------------- | ----- | ----- |
| Universidad Católica · Chile | 2005      | 47         | -27        | —                 | —                 | 8                 | -10               | 55    | -37   |
| Universidad Católica · Chile | 2006      | 29         | -32        | 6                 | -11               | —                 | —                 | 35    | -43   |
| Universidad Católica · Chile | 2007      | 41         | -38        | —                 | —                 | —                 | —                 | 41    | -38   |
| Universidad Católica · Chile | 2008      | 35         | -46        | 6                 | -6                | 6                 | -5                | 47    | -57   |
| Total                        | Total     | 152        | -142       | 12                | -17               | 14                | -15               | 178   | -174  |

## Palmarés

### Como jugador

#### Torneos nacionales oficiales
| Título           | Equipo                    | País      | Año    |
| ---------------- | ------------------------- | --------- | ------ |
| Primera División | C.A. River Plate          | Argentina | 2003-C |
| Primera División | C.D. Universidad Católica | Chile     | 2005-C |

### Como gerente técnico

#### Torneos nacionales oficiales
| Título             | Equipo                    | País  | Año    |
| ------------------ | ------------------------- | ----- | ------ |
| Primera División   | C.D. Universidad Católica | Chile | 2010   |
| Copa Chile         | C.D. Universidad Católica | Chile | 2011   |
| Primera División   | C.D. Universidad Católica | Chile | 2016-C |
| Supercopa de Chile | C.D. Universidad Católica | Chile | 2016   |
| Primera División   | C.D. Universidad Católica | Chile | 2016-A |
| Primera División   | C.D. Universidad Católica | Chile | 2018   |
| Supercopa de Chile | C.D. Universidad Católica | Chile | 2019   |
| Primera División   | C.D. Universidad Católica | Chile | 2019   |
| Primera División   | C.D. Universidad Católica | Chile | 2020   |
| Supercopa de Chile | C.D. Universidad Católica | Chile | 2020   |
| Supercopa de Chile | C.D. Universidad Católica | Chile | 2021   |
| Primera División   | C.D. Universidad Católica | Chile | 2021   |

### Distinciones individuales
| Distinción                   | Año  |
| ---------------------------- | ---- |
| Mejor Deportista Extranjero. | 2005 |

| Predecesor: Eduardo Rubio | Capitán de Universidad Católica 2007 - 2008 | Sucesor: Milovan Mirosevic |